# Tabanus yishanensis
Tabanus yishanensis är en tvåvingeart som beskrevs av Xu 1979. Tabanus yishanensis ingår i släktet Tabanus och familjen bromsar. Inga underarter finns listade i Catalogue of Life.